# Gorhey
Gorhey és un municipi francès, situat al departament dels Vosges i a la regió del Gran Est. L'any 2007 tenia 141 habitants.

## Demografia

### Població
El 2007 la població de fet de Gorhey era de 141 persones. Hi havia 48 famílies, de les quals 8 eren unipersonals (4 homes vivint sols i 4 dones vivint soles), 12 parelles sense fills, 12 parelles amb fills i 16 famílies monoparentals amb fills.
La població ha evolucionat segons el següent gràfic:
Habitants censats

### Habitatges
El 2007 hi havia 56 habitatges, 54 eren l'habitatge principal de la família, 1 era una segona residència i 1 estava desocupat. 50 eren cases i 6 eren apartaments. Dels 54 habitatges principals, 42 estaven ocupats pels seus propietaris, 10 estaven llogats i ocupats pels llogaters i 2 estaven cedits a títol gratuït; 2 tenien dues cambres, 7 en tenien tres, 13 en tenien quatre i 32 en tenien cinc o més. 43 habitatges disposaven pel capbaix d'una plaça de pàrquing. A 26 habitatges hi havia un automòbil i a 22 n'hi havia dos o més.

### Piràmide de població
La piràmide de població per edats i sexe el 2009 era:
| Homes | Edats   | Dones |
| ----- | ------- | ----- |
| 0     | 95 o +  | 0     |
| 0     | 90 a 94 | 0     |
| 0     | 85 a 89 | 0     |
| 4     | 80 a 84 | 0     |
| 8     | 75 a 79 | 0     |
| 4     | 70 a 74 | 4     |
| 4     | 65 a 69 | 8     |
| 0     | 60 a 64 | 4     |
| 0     | 55 a 59 | 4     |
| 0     | 50 a 54 | 0     |
| 0     | 45 a 49 | 4     |
| 4     | 40 a 44 | 4     |
| 12    | 35 a 39 | 12    |
| 4     | 30 a 34 | 4     |
| 8     | 25 a 29 | 4     |
| 4     | 20 a 24 | 4     |
| 12    | 15 a 19 | 0     |
| 24    | 10 a 14 | 0     |
| 4     | 5 a 9   | 8     |
| 4     | 0 a 4   | 12    |

## Economia
El 2007 la població en edat de treballar era de 90 persones, 74 eren actives i 16 eren inactives. De les 74 persones actives 61 estaven ocupades (36 homes i 25 dones) i 13 estaven aturades (5 homes i 8 dones). De les 16 persones inactives 2 estaven jubilades, 11 estaven estudiant i 3 estaven classificades com a «altres inactius».

### Ingressos
El 2009 a Gorhey hi havia 54 unitats fiscals que integraven 143 persones, la mediana anual d'ingressos fiscals per persona era de 15.446 €.

### Activitats econòmiques
Dels 4 establiments que hi havia el 2007, 2 eren d'empreses de construcció, 1 d'una empresa immobiliària i 1 d'una empresa de serveis.
Dels 2 establiments de servei als particulars que hi havia el 2009, 1 era un paleta i 1 fusteria.
L'any 2000 a Gorhey hi havia 7 explotacions agrícoles.

## Equipaments sanitaris i escolars
El 2009 hi havia una escola elemental integrada dins d'un grup escolar amb les comunes properes formant una escola dispersa.

## Poblacions més properes
El següent diagrama mostra les poblacions més properes.